# 5G 자동차 협회
5G 자동차 협회(5G Automotive Association, 5GAA)는 자동차, 기술, 전기통신 산업의 기업들이 참여하는 세계적인 국제, 산업 간 단체이다. 주 목적은 미래의 모빌리티, 교통 서비스를 위한 단대단 솔루션을 개발함으로써 처음부터 비호환성 문제를 아예 배제시키는 것이다.

## 역사
5G 자동차 협회는 에릭슨, 화웨이, 인텔, 노키아 등 통신 장비 회사들과 퀄컴 등 펌웨어 제조업체들과 더불어 아우디 AG, BMW 그룹, 다임러 AG에 의해 2016년 9월 창설되었다. 2017년, 5G 자동차 협회는 협력을 위해 EATA(European Automotive Telecom Alliance) 의향서에 서명하였다.

## 작업
5G 자동차 협회는 ETSI, 3GPP, SAE 등 표준화 기구들과 협업하여 운전자가 없는 자율 주행의 구현에 필요한 표준화와 관련한 작업을 수행한다.
두 번째 작업은 실효성을 증명하고 주제에 관한 콘퍼런스를 개최함으로써 신흥 기술을 공개하는 것이다.

## 같이 보기
- 차량-사물 통신